# Caelopygus elegans
Espèce
Synonymes
- Gonyleptes elegans Perty, 1833
- Caelopygus granulatus Bertkau, 1880
- Liarthrodes tetramaculatus Mello-Leitão, 1922
- Liarthrodes granulosus Mello-Leitão, 1932
- Heterarthrodes alvimi Mello-Leitão, 1935

Caelopygus elegans est une espèce d'opilions laniatores de la famille des Gonyleptidae.

## Distribution
Cette espèce est endémique de l'État de Rio de Janeiro au Brésil. Elle se rencontre vers Teresópolis, Petrópolis et Nova Iguaçu.

## Description
Le mâle décrit par Pinto-da-Rocha en 2002 mesure 5,90 mm et la femelle 5,69 mm.

## Systématique et taxinomie
Cette espèce a été décrite sous le protonyme Gonyleptes elegans par Perty en 1833. Elle est placée dans le genre Caelopygus par C. L. Koch en 1839.

## Publication originale
- Perty, 1833 : « Arachnides Brasilienses. » Delectus animalium articulatorum, quae in itinere per Brasiliam annis MDCCCXVII-MDCCCXX jussu et auspiciis Maximiliani Josephi I Bavariae Regis augustissimi peracto, collegerunt Dr. J. B. de Spix et Dr. C. F. Ph. de Martius, Friedrich Fleischer, Monachii, p. 191-209 (texte intégral).